# Scherma alla XXV Universiade
Il torneo di scherma della XXV Universiade si è svolto a Belgrado in Serbia nel 2009.

## Podi

### Uomini
| Evento                          | Oro                                                                     | Argento                                                                      | Bronzo                                                              |
| Fioretto individuale (dettagli) | Son Young-ki                                                            | Tobia Biondo                                                                 | Huang Liangcai                                                      |
| Fioretto individuale (dettagli) | Son Young-ki                                                            | Tobia Biondo                                                                 | Thibault Sarda                                                      |
| Sciabola individuale (dettagli) | Wang Jingzhi                                                            | Aljaksandr Bujkevič                                                          | Luigi Samele                                                        |
| Sciabola individuale (dettagli) | Wang Jingzhi                                                            | Aljaksandr Bujkevič                                                          | Zhong Man                                                           |
| Spada individuale (dettagli)    | Benjamin Steffen                                                        | Paolo Pizzo                                                                  | Fabian Kauter                                                       |
| Spada individuale (dettagli)    | Benjamin Steffen                                                        | Paolo Pizzo                                                                  | Péter Szényi                                                        |
| Fioretto a squadre (dettagli)   | Russia Dmitry Zherebchenko Igor Gridnev Artur Akhmatkhuzin Dmitry Rigin | Francia Thibault Sarda Pierrick Saint Bonnet Benoît Journet Ghislain Perrier | Cina Ma Jianfei Li Hua Li Bingwei Huang Liangcai                    |
| Sciabola a squadre (dettagli)   | Cina He Wei Liu Xiao Wang Jingzhi Zhong Man                             | Italia Marco Ciari Massimiliano Murolo Luigi Samele Marco Tricarico          | Ungheria Csanád Gémesi Balázs Hamar Pál Nagy Zsolt Nagy             |
| Spada a squadre (dettagli)      | Svizzera Max Heinzer Fabian Kauter Valentin Marmillod Benjamin Steffen  | Italia Matthew Trager Enrico Garozzo Roberto Bertinetti Paolo Pizzo          | Ucraina Anatoliy Herey Igor Reyzlin Vitaly Medvedev Maksym Khvorost |

### Donne
| Evento                          | Oro                                                                           | Argento                                                                       | Bronzo                                                               |
| Fioretto individuale (dettagli) | Claudia Pigliapoco                                                            | Julia Rashidova                                                               | Victoria Kozyreva                                                    |
| Fioretto individuale (dettagli) | Claudia Pigliapoco                                                            | Julia Rashidova                                                               | Martina Zacke                                                        |
| Sciabola individuale (dettagli) | Kim Hye-lim                                                                   | Bao Yingying                                                                  | Ni Hong                                                              |
| Sciabola individuale (dettagli) | Kim Hye-lim                                                                   | Bao Yingying                                                                  | Tan Xue                                                              |
| Spada individuale (dettagli)    | Ewa Nelip                                                                     | Simona Deac                                                                   | Olga Kochneva                                                        |
| Spada individuale (dettagli)    | Ewa Nelip                                                                     | Simona Deac                                                                   | Nozomi Nakano                                                        |
| Fioretto a squadre (dettagli)   | Italia Benedetta Durando Valentina Cipriani Martina Batini Claudia Pigliapoco | Russia Diana Yakovleva Victoria Kozyreva Julia Rashidova Larisa Korobeynikova | Corea del Sud Jeon Hee-sook Lee Hye-sun Oh Hye-mi                    |
| Sciabola a squadre (dettagli)   | Ucraina Olga Kiseleva Olena Voronina Iryna Kravchuk Nina Kozlova              | Russia Anna Illarionova Alina Ozolina Dina Galiakbarova Viktoriya Kovaleva    | Corea del Sud Kim Hye-lim Lee Hee-ra Kim Hyea-rim                    |
| Spada a squadre (dettagli)      | Ucraina Olena Kryvytska Olga Petriuk Anfisa Pochkalova Yana Shemyakina        | Russia Olga Kochneva Elena Shasharina Vlada Vlasova Yana Zvereva              | Italia Francesca Boscarelli Marzia Muroni Mara Navarria Giulia Rizzi |